# Tella (Mali)
Tella è un comune rurale del Mali facente parte del circondario di Sikasso, nella regione omonima.
Il comune è composto da 8 nuclei abitati:
- Bléndioni
- Fadabougou
- Kouloupénébougou
- Morila-Bougoula
- Noumousso
- Tangabougou
- Tella
- Yelekéla